# Alexandru Alexandrovici Volkov

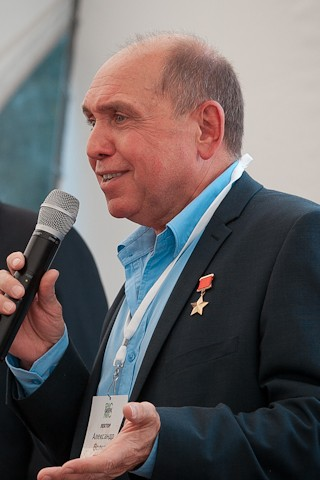
Alexandru Volkov

Alexandru Alexandrovici Volkov (rus. Алекса́ндр Алекса́ндрович Во́лков; n. 27 mai 1948, Horlivka, Oblast Donețk, Ucraina) este un fost cosmonaut sovietic.
Volkov face studiile militare superioare la Harkov pe care le termină în 1970. După care devine instructor pentru cosmonauți, în anul 1978 este ales cosmonaut, apoi devine șeful centrului de instrucție.